# Acronicta protensa
Acronicta protensa là một loài bướm đêm trong họ Noctuidae.